# Sportheldenbuurt (Amsterdam)

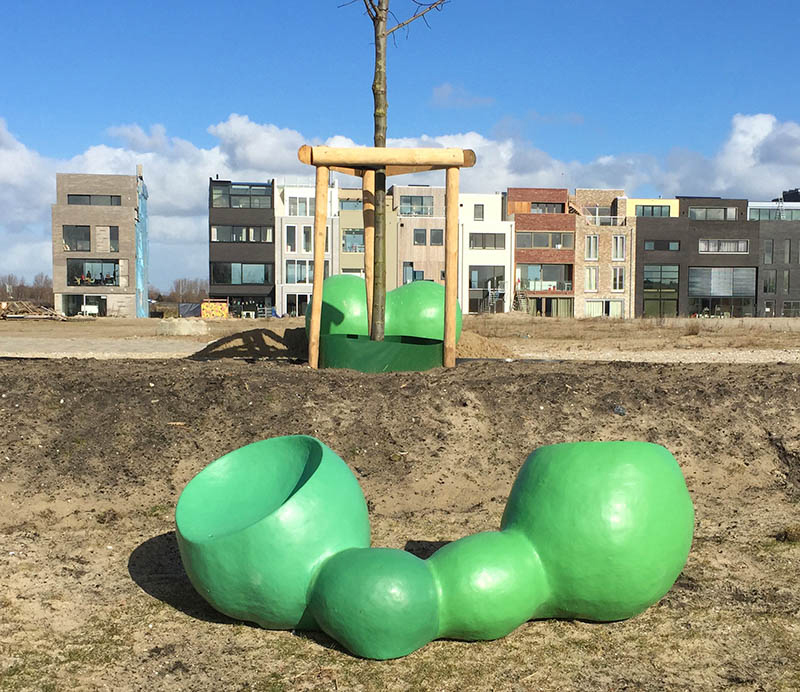
De buurt in aanleg (2015)

De Sportheldenbuurt is een woonbuurt op het Zeeburgereiland aan de oostkant van Amsterdam, in de Nederlandse provincie Noord-Holland, aan het Buiten-IJ tussen de Zuiderzeeweg en de Zeeburgertunnel. Het gebied wordt begrensd door de IJburglaan, de Ringweg-Oost, het IJ en de Zuiderzeeweg.

## Geschiedenis
Het terrein werd begin 20e eeuw aangeplempt met baggerslib afkomstig uit het IJ en het Oostelijk Havengebied. Het was lang een afgelegen gebied dat in gebruik was als militair terrein met schietbanen en de watervliegtuigbasis Marinevliegkamp Schellingwoude.
In de jaren tachtig werd de Rioolwaterzuiveringsinrichting Oost aanlegd op het voormalige militaire terrein. In 2006 is ter vervanging hiervan een nieuwe installatie in het Westelijk Havengebied in gebruik genomen.

## Herontwikkeling
Na sloop van het oude rioolzuiveringscomplex kwam het terrein vrij voor woningbouw. Naast woningbouw is er ook ruimte gemaakt voor bedrijven, winkels en andere voorzieningen waaronder een jachthaven.
In 2010 stonden er weinig woningen (23 reguliere woningen en 570 studentenwoningen). Uiteindelijk komen er circa 5.000 woningen.
In juli 2012 zijn de eerste heipalen voor de woningbouw geslagen in de Sportheldenbuurt. In 2013 en 2014 kwamen de eerste door zelfbouwers gerealiseerde woningen gereed.
Drie grote silo's van de rioolzuivering zijn gehandhaafd.

## Verkeer en vervoer
In 1957 werd de Zuiderzeeweg voor het verkeer opengesteld met daarin de Amsterdamsebrug en de Schellingwouderbrug. Hierdoor kwam via het Zeeburgereiland een verbinding tussen Amsterdam-Oost en Amsterdam-Noord tot stand en werd het uit zijn isolement verlost.
Sinds 1990 sluiten ook de Zeeburgerbrug en de Zeeburgertunnel, als onderdeel van de Ringweg Oost, aan op het Zeeburgereiland.
Sinds 1997 verbindt de Piet Heintunnel Zeeburg met het Oostelijk Havengebied en sinds 2001 vormt de Enneüs Heermabrug de verbinding met het Steigereiland van de nieuwe wijk IJburg. In 2005 is tramlijn 26 hier gaan rijden, in eerste instantie alleen bij de halte Zuiderzeeweg ter hoogte van de gelijknamige straat. In augustus 2015 kreeg de tram een tweede halte Bob Haarmslaan aan de oostkant van het eiland.

## Straten en bruggen
In 2011 maakte Stadsdeel Oost bekend dat de straten in de buurt vernoemd zouden worden naar personen uit de Nederlandse sportgeschiedenis. Na wijzigingen en toevoegingen in 2015 zijn dat geworden:
- Marie Baron -laan
- John Blankenstein -straat
- Alie van den Bos -straat
- Kea Bouman -straat
- Kees Broekman -straat
- Foekje Dillema -straat
- Steve van Dorpel -pad
- Lien Gisolf -pad
- Bob Haarms -laan
- Leo Horn -straat
- Eef Kamerbeek -straat
- Theo Koomen -pad
- Roepie Kruize -straat
- Rie Mastenbroek -straat
- Nida Senff -straat
- Mary Meijer-van der Sluis: Mary van der Sluisstraat
- Hannie Termeulen -pad
- Geertje Wielema -straat
- Faas Wilkes -straat

In 2016 besloot het gemeentebestuur ook de bruggen aan de buitenrand van de buurt (die in juli 2017 opgeleverd werden) naar sportlieden te noemen:
- Fenny Heemskerkbrug
- Willy den Oudenbrug
- Piet Dickentmanbrug
- Tollien Schuurmanbrug
- Cor van der Hartbrug

## Onderwijs
In de Sportheldenbuurt bevinden zich drie scholen. Twee middelbare scholen: ALASCA (HAVO en VWO) en Cburg (VMBO Basis & Kader).
Ook is er een basisschool: het Montessori Kindcentrum Zeeburgereiland.